# Pražské synagogy
Toto je seznam existujících i zaniklých synagog na území Prahy.

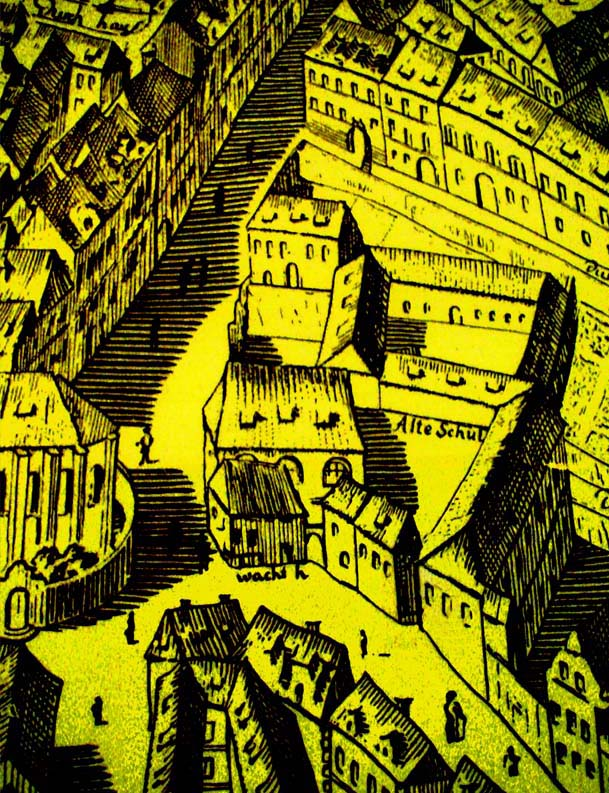
Někdejší Stará synagoga (Stará škola)

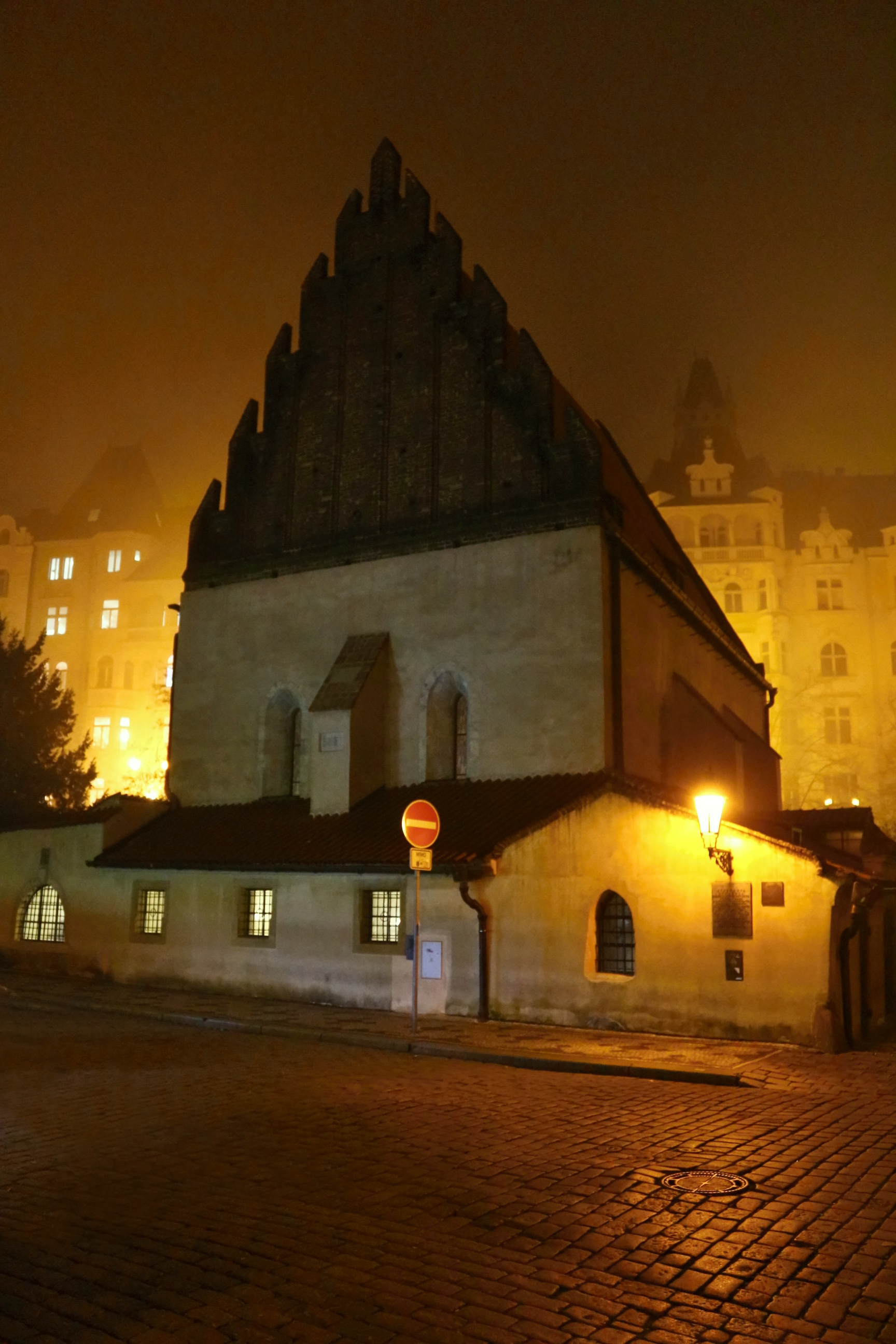
Staronová synagoga

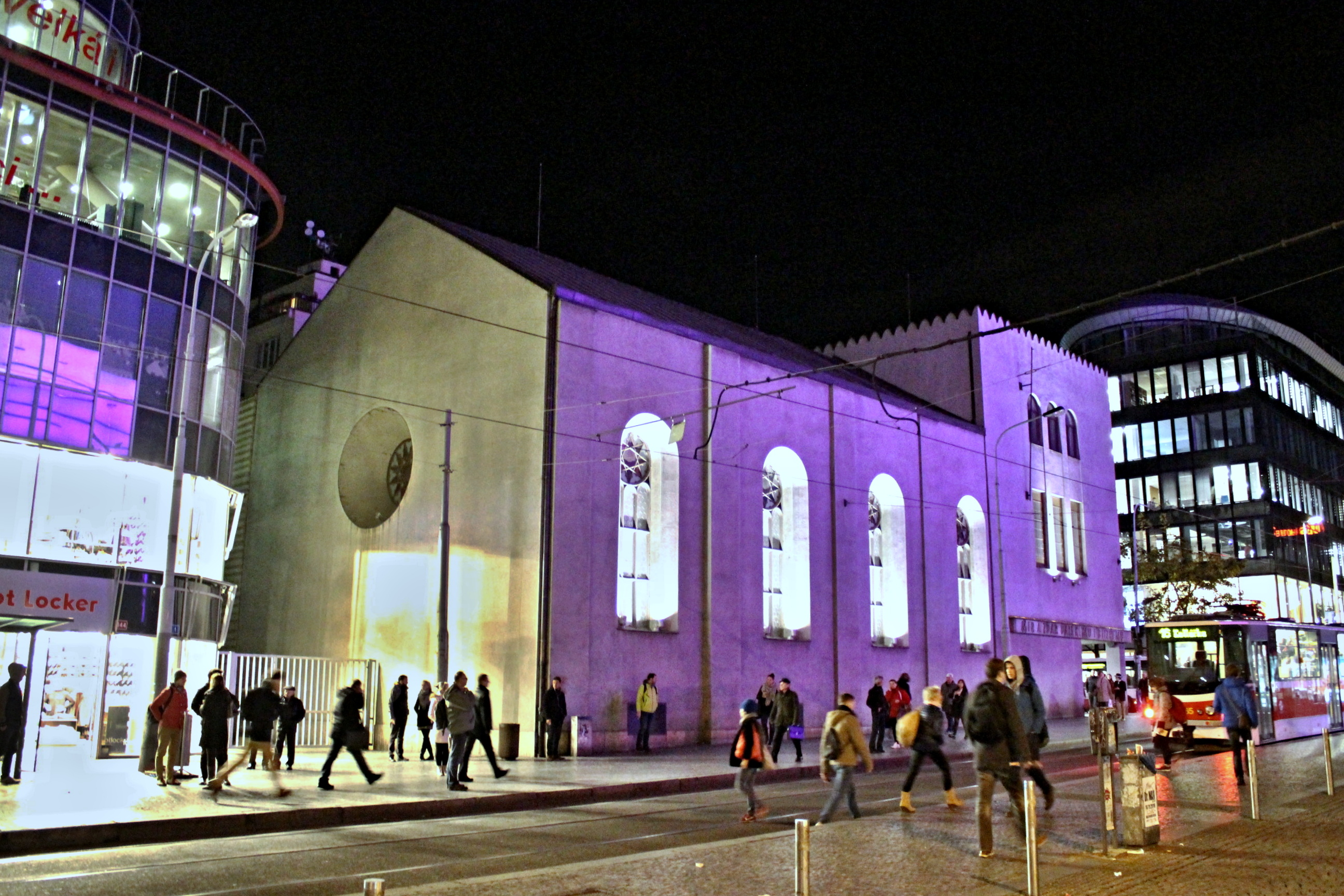
Smíchovská synagoga ve večerním osvětlení

## Historie
Spolu s příchodem Židů do Prahy vznikla v židovské osadě i první synagoga. Přesné časové vymezení není známo (někdy se uvádí 9. století, ale písemné prameny chybí), podobně ani přesná poloha tehdejší židovské osady, měla být kdesi v místech dnešního Újezda na Malé Straně. Tam pravděpodobně stála ona Nejstarší synagoga v Praze, o které se dochoval záznam z roku 1142, který praví že synagoga byla při požáru zničena a již nebyla obnovena. 
Později se Židé začali usazovat na druhé straně Vltavy, v oblasti bývalého ghetta, později Židovského města, dnešního Josefova. Nedaleko byla postavena synagoga Stará škola, nejpozději ve 12. století. Ve druhé polovině 13. století pak byla dokončena Staronová synagoga, která se dochovala až dodnes, a patří tak mezi nejstarší funkční synagogy ve Střední Evropě. Další vzniká koncem 15. století gotická Pinkasova synagoga, původně jako soukromá modlitebna. 
Stavbu dalších dvou tentokrát renesančních synagog financoval koncem 16. století Mordechaj Maisel - Vysoká vznikla jako součást nově vystavěné Židovské radnice, Maiselova jako soukromá modlitebna rodiny Maiselů. Další synagogy vznikají v 17. století, všechny na území pražského židovského ghetta. Po roce 1848, kdy byla zrušena povinnost usazovat se v ghettu, začaly vznikat synagogy i v dalších částech Prahy (Španělská synagoga na Novém Městě, Vinohradská synagoga, Smíchovská synagoga). Koncem 19. století synagogy postihla asanace židovského města, při které byly zbořeny Velkodvorská, Cikánova a Nová synagoga. Jako reakce na tuto destrukci byla roku 1906 postavena Jubilejní (Jeruzalémská) synagoga.

## Současnost
Pinkasova, Maiselova, Klausová, Vysoká, Španělská a Smíchovská synagoga patří pod židovské muzeum. Ostatní pražské synagogy patří pod Židovskou obec v Praze.
Bohoslužby se pravidelně konají ve Staronové, Jubilejní a Vysoké synagoze.

## Zachovalé pražské synagogy

### Na Josefově
- Pinkasova
- Maiselova
- Klausová
- Vysoká
- Staronová
- Španělská

### Mimo Josefov
- Jubilejní (Jeruzalémská)
- Smíchovská
- Karlínská
- Nová libeňská
- Košířská
- Bubenská
- Michelská
- Synagoga v Uhříněvsi

## Zaniklé pražské synagogy
- Nejstarší synagoga v Praze
- Stará škola
- Nová synagoga
- Cikánova synagoga
- Velkodvorská synagoga
- Egerova synagoga
- Popperova synagoga
- Stará Klausová synagoga
- Stará libeňská
- Vinohradská synagoga